# Mekubo Mogusu
Mekubo Job Mogusu (25 december 1986) is een Keniaanse langeafstandsloper, die is gespecialiseerd in de 5000 m. Met drie finishes op de halve marathon binnen het uur behoort hij ook op deze afstand tot de snelste atleten ter wereld. Sinds 2005 heeft hij het wereldrecord in handen op de Ekiden.

## Loopbaan
Mogusu is een student aan het Yamanashi Gakuen University in Japan. Hij won de 5000 m op de Universiteitskampioenschappen.
In 2005 beleefde hij een succesvol jaar. Hij won de halve marathon van Sapporo en liep op 23 november in de Japanse stad Chiba met het Keniaanse team, bestaande uit Josephat Ndambiri (13.24), Martin Mathathi (27.12), Daniel Mwangi (13.59), Mekubo Mogusu, Onesmus Nyerere (14.36) en John Kariuki (19.59) een wereldrecord op de Ekiden. Als vierde loper volbracht Mogusu de 10 km in 27.56. Het Keniaanse team verbrak het wereldrecord, dat in handen was van het Marokkaanse team, met 54 seconden en stelde het op 1:57.06. Een maand eerder liep hij in Tachikawa ook een niet officieel jeugdwereldrecord op de 20 km van 57.22.
In 2006 maakte Mogusu ook deel uit van het Keniaanse team dat met een finishtijd van 1:57.58 op de Ekiden dicht bij het wereldrecord kwam. Als vijfde loper legde hij in heuvelachtig terrein de 5 km in een snelle 14.01. Hij legde hiermee deze etappe van alle deelnemers het snelste af.

## Persoonlijke records
Baan
| Onderdeel | Prestatie | Datum           | Plaats  |
| --------- | --------- | --------------- | ------- |
| 1500 m    | 3.44,28   | 3 augustus 2004 | Taisha  |
| 5000 m    | 13.27,14  | 15 mei 2005     | Tokio   |
| 10.000 m  | 27.26,56  | 31 mei 2009     | Niigata |

Weg
| Onderdeel      | Prestatie | Datum            | Plaats   |
| -------------- | --------- | ---------------- | -------- |
| 10 km          | 27.43     | 8 juli 2007      | Sapporo  |
| 15 km          | 42.06     | 8 juli 2007      | Sapporo  |
| 20 km          | 56.42     | 4 februari 2007  | Marugame |
| halve marathon | 59.48     | 4 februari 2007  | Marugame |
| 30 km          | 1:30.06   | 27 februari 2011 | Tokio    |
| marathon       | 2:11.02   | 24 februari 2013 | Tokio    |

## Prestaties

### halve marathon
- 2005:  halve marathon van Sapporo - 1:01.28
- 2006: 4e halve marathon van Sapporo - 1:02.05
- 2007:  halve marathon van Marugame - 59.48
- 2007:  halve marathon van Sapporo - 59.54
- 2007:  halve marathon van Ichinoseki - 59.58
- 2008: 5e halve marathon van Ras al-Khaimah - 1:00.43
- 2008:  halve marathon van Sapporo - 1:00.52
- 2008: DNF WK in Rio de Janiro

### marathon
- 2010: ?e marathon van Sapporo - 2:16.38
- 2011: 16e marathon van Tokio - 2:14.44
- 2012: >=11e marathon van Tokio - 2:17.15
- 2013: >=11e marathon van Tokio - 2:11.02
- 2014: 10e marathon van Fukuoka - 2:11.29
- 2016: 17e marathon van Tokio - 2:12.55